# 富山県道212号西富山停車場線
富山県道212号西富山停車場線（とやまけんどう212ごう にしとやまていしゃじょうせん）は富山県富山市内を通る一般県道である。

## 概要
道幅はとりわけ狭いわけではないがセンターラインや歩道はない。沿線には農地が多く住宅が点在する程度である。終点は丁字路となっているが、行き先表示の交通標識などは設置されていない。

### 路線データ
- 起点：西富山停車場（富山県富山市寺町字橋下）
- 終点：富山県富山市寺町字中田割（富山県道59号富山庄川線交点）
- 延長：187m

## 沿革
- 1960年（昭和35年）4月23日 - 認定[1]

## 地理

### 通過する自治体
- 富山県富山市

### 接続する道路
- 富山市道（起点：富山市寺町字橋下、「西富山駅」前）
- 富山県道59号富山庄川線（終点：富山市寺町字中田割）

### 周辺
- JR高山本線 西富山駅
- 富山大学 五福キャンパス（人文学部・経済学部・人間発達科学部・理学部・工学部）
- 富山市立五福小学校